# Kauman (Kota Kudus)
Kauman is een bestuurslaag in het regentschap Kudus van de provincie Midden-Java, Indonesië. Kauman telt 323 inwoners (volkstelling 2010).